# Thalamoporella labiata
Thalamoporella labiata is een mosdiertjessoort uit de familie van de Thalamoporellidae. De wetenschappelijke naam van de soort is voor het eerst geldig gepubliceerd in 1909 door Levinsen.